# Interleucina-18
La interleucina-18 (IL-18, també coneguda com a factor inductor de l'interferó gamma) és una citocina proinflamatòria que, en humans, està codificada pel gen IL18.Aquesta molècula és produïda principalment pels macròfags i altres tipus cel·lulars, i té un paper clau en l'activació de les cèl·lules NK i dels limfòcits T citotòxics. A més, estimula la producció d'interferó gamma i potencia els efectes de la IL-12.